# Karl Kneschke

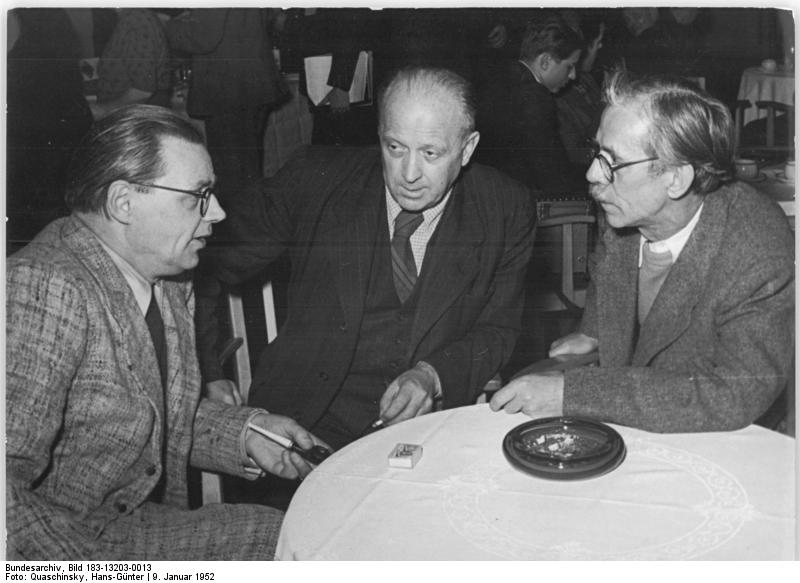
Kneschke (Mitte) zusammen mit Otto Nagel (rechts) und Otto Schwarz (links), 1952.

Karl Kneschke (* 28. Januar 1898 in Kratzau,  Österreich-Ungarn; † 15. Februar 1959 in Ost-Berlin) war ein tschechoslowakisch-deutscher Politiker (KPTSch/SED), Jugend- und Kulturfunktionär. Er war Abgeordneter der Volkskammer und Bundessekretär des Kulturbundes zur demokratischen Erneuerung Deutschlands (KB).

## Leben
Kneschke, Sohn einer Arbeiterfamilie, besuchte die Volks- und Bürgerschule. Er erlernte die Berufe Former, Gießer und Tuchweber. 1914 wurde er Mitglied des Verbandes jugendlicher Arbeiter Österreichs, 1915 trat er als Textilarbeiter der Sozialdemokratischen Arbeiterpartei Österreichs bei. Von 1916 bis 1918 leistete er als Soldat Kriegsdienst in der k.u.k. Armee. Ab 1919 war er hauptamtlich für die Partei tätig. Er war führend beteiligt am Wiederaufbau der sudetendeutschen Sozialistischen Jugendbewegung nach dem Ersten Weltkrieg und an deren mehrheitlicher Überführung in den Kommunistischen Jugendverband, dessen Mitbegründer er 1920 war. 1921 war er Delegierter auf dem Gründungsparteitag der Kommunistischen Partei der Tschechoslowakei (KPTSch) sowie Mitbegründer der Deutschen Sektion der KPTsch.

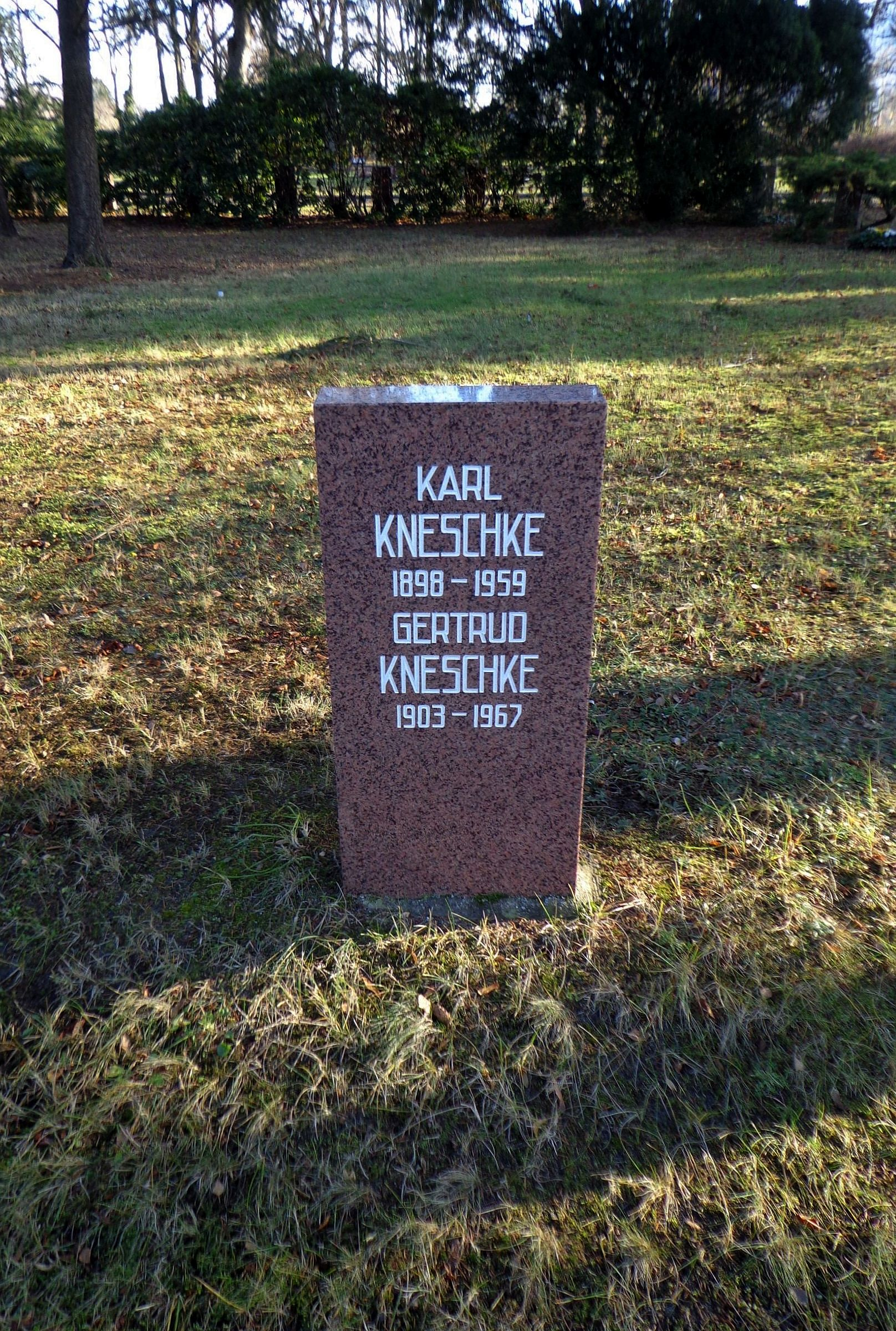
Grabstätte

1921 bis 1929 wirkte Kneschke als Kreissekretär der KPTsch in Tetschen-Bodenbach, Karlsbad und Reichenberg. Von 1929 bis 1933 war er Bezirkssekretär der KPTsch Reichenberg. 1929/1930 war er wegen „Geheimbündelei“ inhaftiert. Ab 1930 fungierte er als  Zentralsekretär des KPTsch-nahen Arbeitersport- und Kulturverbandes. 1938 emigrierte er nach England. Im Exil arbeitete dort als Redakteur der Kulturzeitschrift Einheit. 1945 kehrte er in die Tschechoslowakei zurück. 1946 übersiedelte er in die Sowjetische Besatzungszone. Er trat dort der KPD und der SED bei. Von Februar 1946 bis 1951 war er Sächsischer Landessekretär des KB. Von 1949 bis 1951 wirkte er als Präsidialrat, von 1950 bis 1957 als Bundessekretär bzw. Erster Bundessekretät des KB. Von 1951 bis 1957 war er Mitglied des Präsidialrats. Zwischen 1953 und 1959 war er zudem Chefredakteur der KB-Zeitschrift Natur und Heimat.
Von 1949 bis 1958 war Kneschke Abgeordneter der Volkskammer und begründete dort 1954 das Naturschutzgesetz der DDR.
Von 1950 bis 1959 war er Mitglied des wissenschaftlichen Beirates am Museum für Deutsche Geschichte in Berlin. Von 1954 bis 1959 war er Mitglied der "Deutschen Liga für die Vereinten Nationen". Seine Urne wurde in der Grabanlage Pergolenweg des Berliner Zentralfriedhofs Friedrichsfelde beigesetzt.

## Schriften
- Die Kulturarbeit in kleinen Orten. Kulturbund, Leipzig 1954.
- Die Aufgaben des Kulturbundes im neuen Kurs. Kulturbund, Berlin 1954.
- Zehn Jahre Kulturbund zur demokratischen Erneuerung Deutschlands. Kulturbund, Berlin 1955.
- Vom Leben erzogen. Jugendjahre eines Arbeiters. Verlag Neues Leben, Berlin 1960.

## Auszeichnungen
- Vaterländischer Verdienstorden in Bronze (1955)

## Notizen
1. ↑  späterer Name der Organisation ab 1963: Liga für die Vereinten Nationen der DDR. Archivgut im Deutschen Bundesarchiv

| Personendaten    | Personendaten                                                 |
| ---------------- | ------------------------------------------------------------- |
| NAME             | Kneschke, Karl                                                |
| KURZBESCHREIBUNG | deutscher Politiker (KPTsch, SED), MdV, Bundessekretär des KB |
| GEBURTSDATUM     | 28. Januar 1898                                               |
| GEBURTSORT       | Kratzau                                                       |
| STERBEDATUM      | 15. Februar 1959                                              |
| STERBEORT        | Berlin                                                        |